# Anastasia Spyridonidou
Anastasia Spyridonidou (in greco Αναστασία Σπυριδωνίδου?; Veria, 11 giugno 1997) è una calciatrice greca, attaccante del Panathīnaïkos e della nazionale greca.

## Carriera

### Nazionale
Spyridonidou ha esordito con la formazione under 19 nel 2014, disputando fino al 2016 sette incontri di qualificazione agli Europei under 19 di Israele 2015 e Slovacchia 2016, senza realizzare alcuna rete e senza che la sua nazionale riuscisse ad accedere alla fase finale.
Chiamata dal commissario tecnico Dimosthenis Kavouras, ha debuttato in gara ufficiale con la nazionale maggiore il 20 settembre 2016, nell'incontro valido per le qualificazioni all'Europeo dei Paesi Bassi 2017 perso in casa della Romania con il risultato di 4-0, rilevando in quell'occasione Tatiana Geōrgiou al 30'. In seguito i nuovi ct Antonis Prionas, prima, e dal settembre 2020 Geōrgios Kyriazīs, la convocano con regolarità sia per le qualificazioni all'Europeo di Inghilterra 2022, nelle quali va a segno per la prima volta nel pareggio, in zona Cesarini, per 1-1 con l'Irlanda del 12 novembre 2019, che a quelle al Mondiale di Australia e Nuova Zelanda 2023, senza mai che la sua nazionale si riesca a qualificare per la fase finale.